# جون سميث (جذاف جنوب إفريقي)
جون سميث ، جذاف جنوب إفريقي من مواليد الثاني عشر من يناير من عام 1990. 
ربح جون الميدالية الذهبية في مسابقة التجذيف الرباعي الخفيف للرجال بدون قائد دفة 
في الألعاب الأولمبية الصيفية 2012.

## روابط خارجية
- جون سميث على موقع الاتحاد الدولي للتجديف (الإنجليزية)
- جون سميث على موقع اللجنة الأولمبية الدولية (الإنجليزية)
- جون سميث على موقع أوليمبيديا (الإنجليزية)